# ریوجی آکیبا
ریوجی آکیبا (انگلیسی: Ryuji Akiba؛ زادهٔ ۱۳ ژوئن ۱۹۸۴) بازیکن فوتبال اهل ژاپن است.
از باشگاه‌هایی که در آن بازی کرده‌است می‌توان به باشگاه فوتبال ناگویا گرامپوس اشاره کرد.